# Арта (ном)
Арта (грец. Άρτα) — ном в Греції, розташований в периферії Епір. Столиця — Арта. Цей регіон відомий своєю сільськогосподарською продукцією, зокрема цитрусовими.

## Муніципалітети і комуни
| Муніципалітет        | YPES код | Місцева влада (якщо відрізняється) | Поштовий код | Тел. код |
| -------------------- | -------- | ---------------------------------- | ------------ | -------- |
| Агнанта              | 0601     |                                    | 470 43       | 26850-3  |
| Амвракікос           | 0603     | Анеза                              | 471 00       | 26810-4  |
| Арахтос              | 0604     | Неохорі                            | 470 41       | 26810-8  |
| Арта                 | 0605     |                                    | 471 00       | 26810    |
| Атаманія             | 0602     | Вургарелі                          | 470 45       | 26850-2  |
| Філофеї              | 0616     | Халкідес                           | 470 42       | 26810    |
| Георгіос Караїскакіс | 0607     | Діаселло                           | 470 48       | 26810-67 |
| Іраклія              | 0608     | Ано-Калентіні                      | 470 44       | 26810-68 |
| Компоті              | 0611     |                                    | 470 40       | 26810-65 |
| Пета                 | 0614     |                                    | 472 00       | 26810-8  |
| Тетрафілія           | 0615     | Астрохорі                          | 470 47       | 26850    |
| Влахерна             | 0606     | Грамменіца                         | 471 00       | 26810-85 |
| Ксіровуні            | 0613     | Аммотопос                          | 482 00       | 26830-81 |
| Комуна               | YPES код | Місцева влада (якщо відрізняється) | Поштовий код | Тел. код |
| Коммено              | 0610     |                                    | 471 00       | 26830-69 |
| Меллісургі           | 0612     |                                    | 471 00       | 26830-26 |
| Теодоріана           | 0609     |                                    | 470 45       | 26850-22 |

| Греція | Це незавершена стаття з географії Греції. Ви можете допомогти проєкту, виправивши або дописавши її. |